# David Einhorn (poet)
David Einhorn, född 1886, död 1973, var en rysk-judisk poet.
Einhorn skrev först på hebreiska, från 1904 på jiddisch. Av hans innerliga, spröda smådikter Stille Gesangen (1909) och Meine Lieder (1913) finns några i översättning av Marcus Ehrenpreis och Ragnar Josephson i Nyhebreisk lyrik (1920).